# Rotaxà

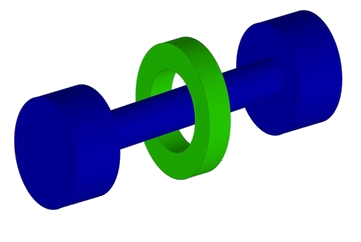
Esquema d'un rotaxà. Molècula en forma de manuella en blau i macrocicle en verd.

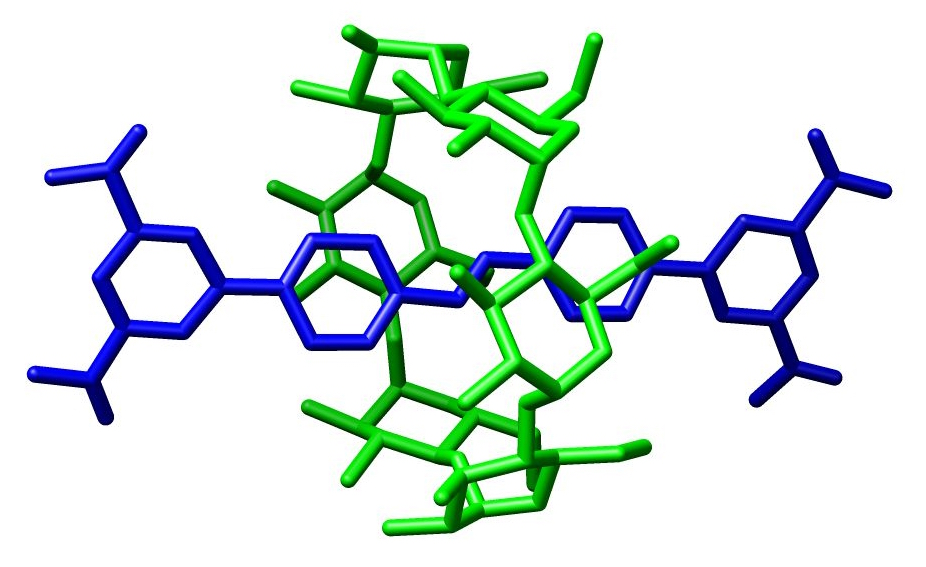
Model estructural d'un rotaxà

Un rotaxà és un compost químic constituït per dues o més molècules orgàniques entrellaçades mecànicament, havent-hi un o més macrocicles que són travessats per una molècula lineal que recorda una manuella, amb un grup amb afinitat cap als macrocicles i que, a cada extrem, té dos grups voluminosos que impedeixen que els macrocicles pugui sortir per ells. El nom prové del llatí rota, que significa "roda", i axis, que significa "eix".

## Història
El primer rotaxà fou sintetitzat el 1967 per Ian Thomas Harrison i Shuyen Harrison dels Laboratorios Syntex S.A. de Califòrnia. Fou una síntesi realitzada amb un rendiment d'un 6 % per síntesi estadística, en la qual els dos components no establien cap tipus d'interacció que afavorís la formació del rotaxà. Poc temps després G. Schill, de la Universitat de Friburg, aplicà mètodes de síntesi dirigida emprant enllaços covalents que havia desenvolupat per a la síntesi de catenans, amb moltes etapes, algunes complexes. Amb l'adveniment de la química supramolecular s'inicià l'ús de plantilles amb interaccions no covalents i el 2006 David Alan Leight, de la Universitat d'Edimburg, publicà la primera síntesi on s'emprava un catió coure (1+) com a plantilla activa.

## Aplicacions
El ràpid desenvolupament de la síntesi de rotaxans han permès un ampli nombre d'aplicacions que van des de la modificació de propietats fisicoquímiques, l'encapsulació reversible i la fabricació de materials intel·ligents fins a l'elaboració de màquines moleculars. Entre els exemples que han marcat un avanç significatiu en aquest camp es troben aquells rotaxans que integrats o dipositats en diferents suports sòlids són capaços d'expressar, de manera reversible, una determinada propietat física gràcies a un canvi controlat de la posició relativa dels seus components submoleculars. D'entre aquests exemples cal destacar, per la seva gran repercussió dins i fora de la comunitat científica, els músculs artificials dissenyats per Fraser Stoddart (Premi Nobel de Química 2016), capaços de contreure's reversiblement mitjançant un estímul electroquímic i les llançadores moleculars o satèl·lits moleculars (rotaxans en els quals el cicle es pot moure a voluntat a diferents posicions), ideats per Leigh, capaços de traslladar un líquid per irradiació amb llum ultraviolada.

## Mètodes de síntesi
Les metodologies generals per a la preparació de rotaxans suposen la formació prèvia d'un complex supramolecular mitjançant l'establiment d'interaccions no covalents com ara enllaços d'hidrogen, enllaços de coordinació amb cations metàl·lics i interaccions π-π aromàtiques, entre d'altres. Posteriorment, una modificació covalent impedeix, de forma permanent, que els seus components es dissociïn. De manera general, els mètodes sintètics utilitzats amb major freqüència en la preparació de rotaxans són els mètodes de capping i de clipping.

### Tapat(capping)

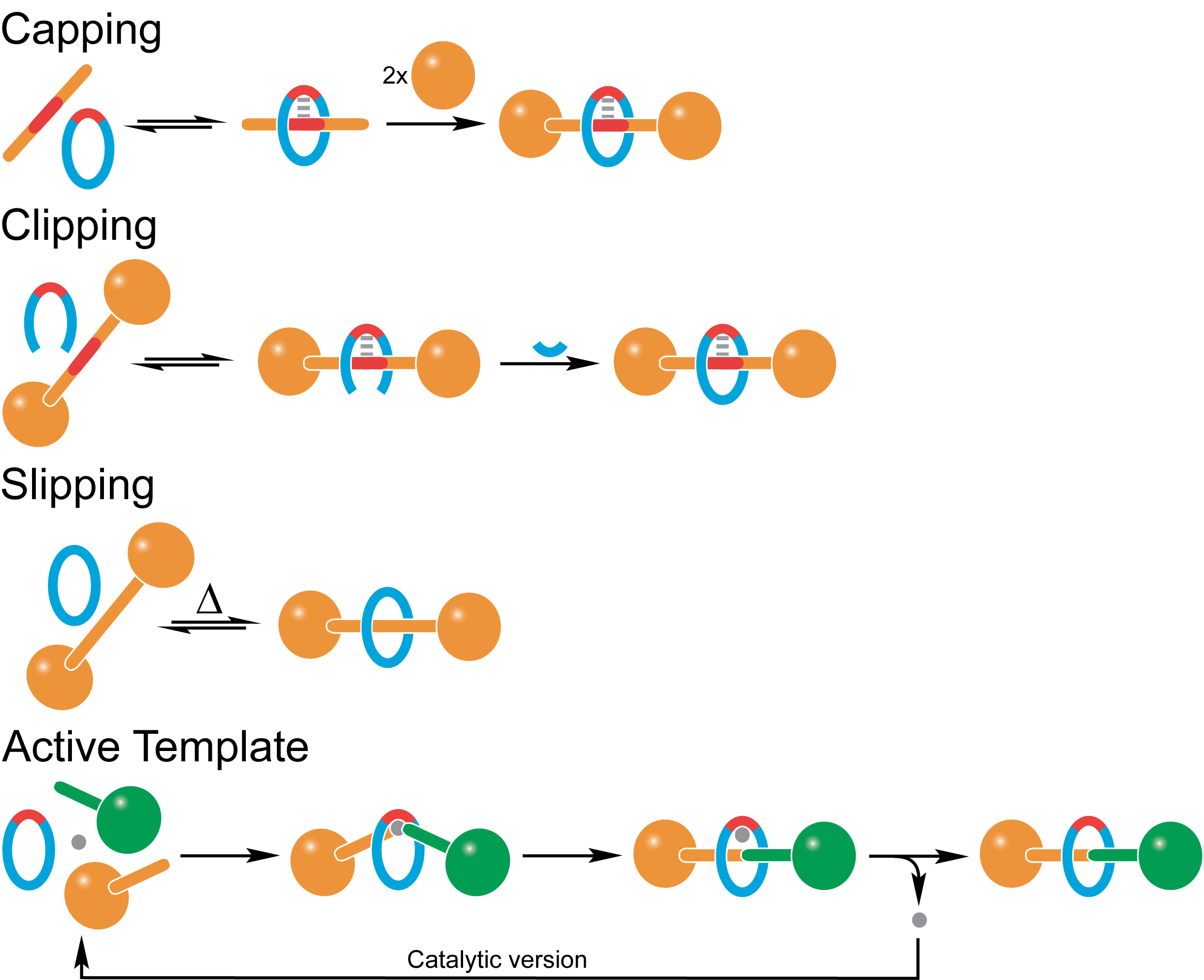
Mètodes de síntesi dels rotaxans

El mètode de capping (o d'enfilat i taponat) suposa la captura covalent d'un complex supramolecular enfilat o pseudorotaxà mitjançant la unió de dos grups voluminosos als extrems del bri lineal per donar el corresponent rotaxà. Els grups voluminosos, que actuen de taps, eviten la dissociació (o desenfilat) del macrocicle. Aquesta dissociació només és possible si ocorre la ruptura d'un enllaç covalent.

### Retall(clipping)
El mètode de clipping suposa la ciclació d'un lligant situat al voltant de la plantilla d'un fil lineal que ja disposa de grups voluminosos en els seus extrems.

### Lliscament(slipping)
El mètode de lliscament és el que explota l'estabilitat cinètica dels rotaxans. Si els grups voluminosos situats als extrems són d'una mida adequada, seran capaços d'enfilar reversiblement el macrocicle a temperatures més altes. Per refredament, el complex dinàmic queda cinèticament atrapat com els rotaxans a baixa temperatura.

### Aplantillat actiu
El 2009 David A. Leigh introduí una nova síntesi d'aplantillat en la qual el metall té un paper actiu promovent la reacció final de formació d'enllaç covalent a la que es captura l'estructura entrellaçada. En aquesta estratègia, el metall té una doble funció: actua com a plantilla per a l'enfilat dels precursors i catalitza o facilita la formació de l'enllaç covalent entre els reactants.